# Europese kampioenschappen schaatsen afstanden 2024 - Ploegenachtervolging vrouwen
De ploegenachtervolging vrouwen op de Europese kampioenschappen schaatsen 2024 werd verreden op zondag 7 januari 2024 in ijsstadion Thialf in Heerenveen. Titelverdediger was de Nederlandse ploeg die alle eerdere edities van het EK ploegenachtervolging won en nu voor de vierde keer op rij won. De rest van het veld volgde op grote afstand, met maar geringe onderlinge verschillen. Duitsland werd geëmotioneerd tweede en Zwitserland haalde met het brons een eerste medaille op het EK bij de vrouwen. Italië miste het podium op 1 honderdste. De Noorse ploeg zou tegen Nederland rijden, maar zegde af wegens ziekte van hun beste rijdster Ragne Wiklund.

## Uitslag
| #      | Land        | Schaatsers                                              | Tijd    | Verschil |
| ------ | ----------- | ------------------------------------------------------- | ------- | -------- |
| Goud   | Nederland   | Joy Beune Irene Schouten Marijke Groenewoud             | 2:55.70 |          |
| Zilver | Duitsland   | Josephine Schlörb Josie Hofmann Lea Sophie Scholz       | 3:02.33 | +6.63    |
| Brons  | Zwitserland | Jasmin Güntert Kaitlyn McGregor Ramona Härdi            | 3:02.40 | +6.70    |
| 4      | Italië      | Francesca Lollobrigida Veronica Luciani Laura Lorenzato | 3:02.41 | +6.71    |
| 5      | Polen       | Karolina Bosiek Magdalena Czyszczoń Natalia Jabrzyk     | 3:02.97 | +7.27    |

## IJs- en klimaatcondities
|                  | Start   | Eind    |
| ---------------- | ------- | ------- |
| Tijd             | 14:15   | 14:27   |
| Luchttemperatuur | 17,3°C  | 17,3°C  |
| IJstemperatuur   | -11,1°C | -11,1°C |
| Luchtvochtigheid | 38,0 %  | 38,0 %  |